# クオリティ・ディストリビューターズ
クオリティ・ディストリビューターズ（英語: Quality Distributors）とは、グアムサッカーリーグに所属するサッカークラブである。

## 概要
同リーグの強豪チームの一つであり、2009-10シーズンでは20試合を全勝で終え、同リーグ優勝を果たした。

## タイトル
- グアムサッカーリーグ

2007, 2007–08, 2008–09, 2009–10, 2011–12 
- グアムFAカップ

2008, 2009, 2011

## 歴代所属選手
- ジェイソン・カンリフ（2006-2008）
- スコット・ゲレロ（2012-）